# Богатые дети
«Богатые дети» (англ. Rich Kids) — американский художественный фильм, поставленный режиссёром Робертом М. Янгом. Фильм повествует о дружбе юных подростков, сформированной на фоне развода родителей. В главных ролях снялись Кэтрин Уолкер и Джон Литгоу. Премьера состоялась в США в августе 1979 года.

## Сюжет
Юные Фрэнни Филлипс и Джейми Харрис, несмотря на юный возраст, выглядят в свои 12 лет как взрослые. Они — дети двух успешных семей. Джейми несколько лет назад пережил развод родителей, и не понаслышке знает, что это такое. У прелестной Фрэнни подобное впереди — её родители подают на развод, и никто, кроме как Джейми не поможет ей в этом. Мальчик и девочка договариваются о скрытой дружбе. Они тайно встречаются, чтобы взрослые не узнали. Так, общими усилиями, они пытаются справиться с разводом родителей Фрэнни. И это не означает, что после они не смогут продолжить свои отношения…

## В ролях
- Трини Альварадо — Фрэнни Филлипс
- Джереми Леви — Джейми Харрис
- Кэтрин Уолкер — Мэделин Филлипс
- Джон Литгоу — Пол Филлипс
- Терри Кайзер — Ральф Харрис
- Дэвид Селби — Стив Слоан
- Пол Дули — Саймон

## Производство
Доля бюджетных средств, предоставленных американской кинокомпанией «United Artists», была сокращена до 2,5 миллионов долларов в связи с предстоящим финансированием вестерна 1980 года «Врата рая», в итоге провалившегося в прокате. «Богатые дети» стал фильмом, который американский кинодеятель Роберт Олтмен продюсировал самостоятельно. Первая эпизодическая роль для Сары Джессики Паркер.

## Премии и награды
- В 1980 году исполнители главных ролей Трини Альварадо и Джереми Леви были номинированы на премию Young Artist Awards

## Саундтрек
- «Happy Ida and Broken-Hearted John» — Craig Doerge/by Judy Henske
- «Fast Asleep» — Craig Doerge/by Judy Henske
- «Reasons» — Craig Doerge/Allan F. Nicholls
- «Hot Love in a Minute» — Craig Doerge/Allan F. Nicholls
- «You Changed All That» — Craig Doerge/Allan F. Nicholls
- «I Don’t Want to Dance» — Craig Doerge/Allan F. Nicholls
- «You Knock Me Out» — Craig Doerge/Allan F. Nicholls
- «Goodbye Yesterday» — John Alper/Alan Bellink/Ted Drachman

## Мировой релиз
- США — 8 ноября 1979 года — ограниченный показ в Бисмарке, Северная Дакота
- Австралия — 8 мая 1980 года
- Португалия — 18 сентября 1980 года